# Christophe Poullain
Pour les articles homonymes, voir Poullain.
Christophe Poullain est un journaliste français de télévision.
Arrivant de France 3 Normandie, où il présentait le 12/13 et le 19/20, il a remplacé la présentatrice des journaux du week-end de France 3, Catherine Matausch. Après avoir dirigé le service "Enquêtes et Reportages" de la rédaction nationale de France 3 pendant 4 ans, Il a intégré l'équipe de rédaction en chef du Grand Soir 3 depuis septembre 2014.
Nommé rédacteur en chef en septembre 2016, il occupera ce poste jusqu’à la suppression du Soir/3 le 25 août 2019. 
Nommé depuis Redacteur en chef à Franceinfo. 